# Елизавета Шарлотта Пфальцская
Елизавета Шарлотта Пфальцская (нем. Elisabeth Charlotte von der Pfalz, фр. Élisabeth-Charlotte du Palatinat; 27 мая 1652[…], Гейдельбергский замок — 8 декабря 1722[…], Замок Сен-Клу, Королевство Франция) — немецкая принцесса из рода Виттельсбахов, вторая супруга (с 1671) герцога Филиппа I Орлеанского. Часто упоминается под уменьшительным именем Лизелотта.

## Биография

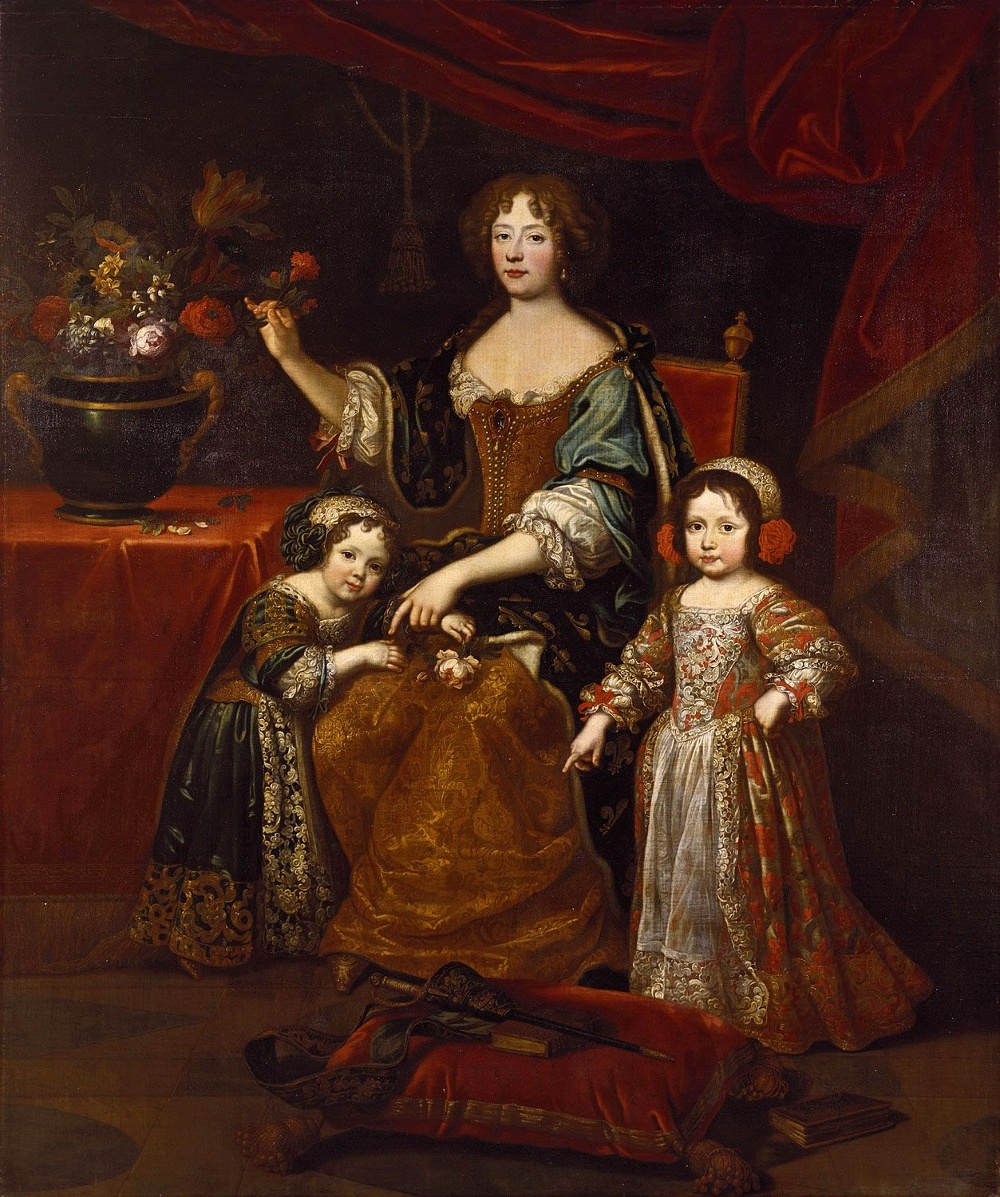
Лизелотта с детьми.

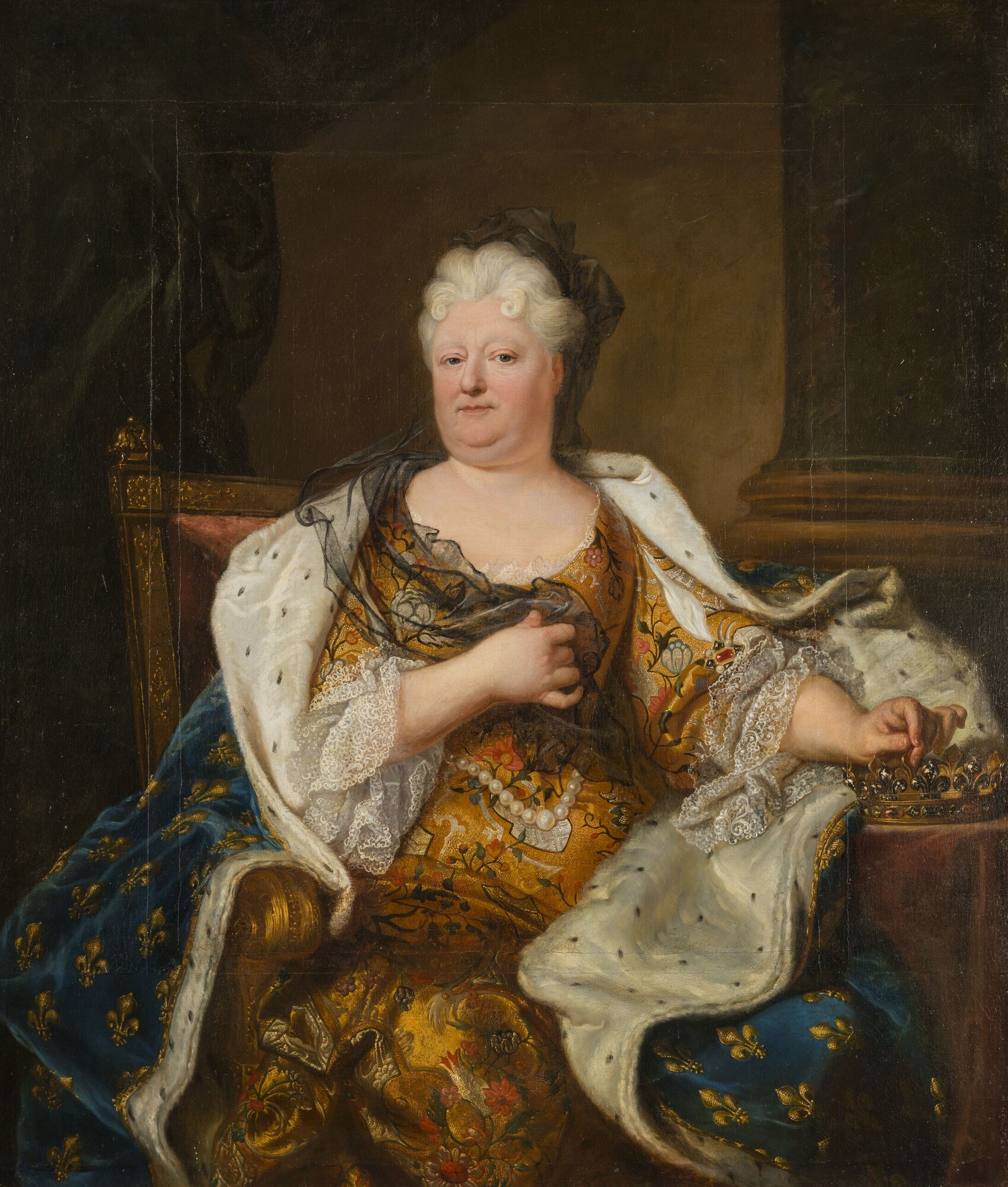
Портрет вдовствующей герцогини Орлеанской, написанный художником Гиацинтом Риго, 1713 год.

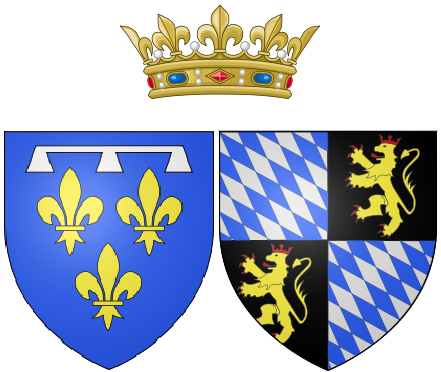
Герб Лизелотты в браке с герцогом Орлеанским

Лизелотта родилась в Гейдельбергском замке в семье курфюрста Пфальцского Карла I Людвига и Шарлотты Гессен-Кассельской. Её родители развелись вскоре после рождения дочери. Лизелотта рассматривалась как потенциальная наследница Пфальца и выгодная партия в силу того, что её единственный брат Карл был хилым импотентом, который шокировал гостей на своей свадебной церемонии вопросом о том, что от него ожидается в первую брачную ночь.
В декабре 1671 года она вышла замуж за Филиппа I Орлеанского, младшего брата короля Людовика XIV. Для Филиппа Орлеанского это был второй брак. В отличие от его первой жены, Генриетты, которая играла большую политическую роль, Елизавета Шарлотта плохо прижилась во Франции и неловко чувствовала себя при дворе. Против неё играло также то обстоятельство, что её муж не скрывал своей гомосексуальной ориентации.
Курфюрст Карл умер в 1685 году бездетным, и Людовик XIV поспешил объявить его законным преемником сына Лизелотты. Остальные европейские державы образовали альянс, призванный помешать планам французского правительства относительно Курпфальца. Разразилась война за пфальцское наследство, в ходе которой французские войска разрушили родной город Лизелотты, Гейдельберг.
Лизелотта вела интенсивную переписку со своими родными и оставила мемуары, в которых сохранилось много интересных подробностей о жизни французского двора. В 1799 году были впервые опубликованы «Отрывки из подлинных писем», в которых содержалось много любопытных сведений о придворной жизни времён правления Людовика XIV и регента (в 1807 они были переизданы под другим названием), в 1823 году вышли «Мемуары о дворе Людовика XIV и регента», а в 1853 году увидели свет «Неопубликованные письма принцессы Пфальцской».

## Дети
- Людовик Александр (1673—1676), герцог Валуа;
- Филипп II Орлеанский (1674—1723), регент Франции;
- Елизавета Шарлотта (1676—1744), жена лотарингского герцога Леопольда.
  - Их сын Франц Стефан известен под именем Франца I, императора Священной Римской империи (1708—1765).

## Образ в культуре
- «Лизелотта из Пфальца» — режиссёр Курт Хоффман (ФРГ, 1966), в главной роли — Хайделинда Вайз.
- «Версаль» — создатели Саймон Миррен, Дэвид Волстенкрофт (Франция, Канада; 2015—2017), в роли принцессы Пфальцской — Джессика Кларк.